# 林恩鎮區 (堪薩斯州華盛頓縣)
林恩鎮區（英語：Linn Township）為美國堪薩斯州華盛頓縣轄下的鎮區。2010年美国人口普查中此鎮區人口有572人。

## 地理
林恩鎮區涵蓋總面積為93.2平方（36.00平方英里），其中陸地面積為92.9平方（35.88平方英里），水域面積為0.31平方（0.12平方英里）或0.33%。

## 人口統計
根據2010年美國人口普查，林恩鎮區人口有572人，其中男性有270人，女性有302人，人口密度為每平方公里6.14人，住房計232戶。鎮區內的白人有544人，非裔美國人有5人，美洲原住民有3人，亞裔美國人有1人，太平洋島裔美國人有0人，其他種族有12人，混血種族則有7人。此外鎮區內有53人為西班牙裔或拉丁裔美國人。此鎮區之年齡中位數為48.0歲，而男性年齡中位數為46.7歲，女性年齡中位數為49.0歲。

## 交通

### 主要公路
- 9號堪薩斯州州道
- 15號堪薩斯州州道
- 148號堪薩斯州州道